# Stunt double
En stunt double er en stuntman, der skal forestille en bestemt skuespiller.
Mange store actionfilm-stjerner har en fast stunt double, der ligner dem i kropsbygning og følger dem fra film til film.
På filmoptagelserne til Conan the Barbarian (1982) var den danske bokser Hans Jørgen Jacobsen i nogle scener stunt double for Arnold Schwarzenegger.